# Эмблематика
Эмблема́тика (от греч. έμβλημα — вставка, рельефное украшение) — специальная историческая дисциплина, которая занимается исследованием эмблем  — условно-символических изображений определенных понятий или идей, которые исполнены в графической или пластической форме, имеют конкретное содержание и не нуждаются в специальном истолковании.
Первоначально термин греч. έμβλημα означал украшение, большей частью выполненное с помощью техники инкрустации, со временем он распространился на другие рельефные украшения выполненные на другом материале и не составленные из нескольких частей художественно-ремесленного изделия. В наше время используется такое определение разновидности эмблемы как логотип и («лого») (от греч. λογοτύπος — греч. λογος — слово, греч. τύπος — отпечаток) — графический знак, символ или какое-то другое изображение торговой марки или бренда, что имеет постоянное исполнение с постоянной графической и цветной основой и использованием особых шрифтов. Своего рода эмблемами являются гербы и флаги, однако после того, как их изучением начала заниматься геральдика и вексиллология соответственно, объектом изучения эмблематики стали преимущественно негеральдические знаки.